# Severní Čína (kontinent)

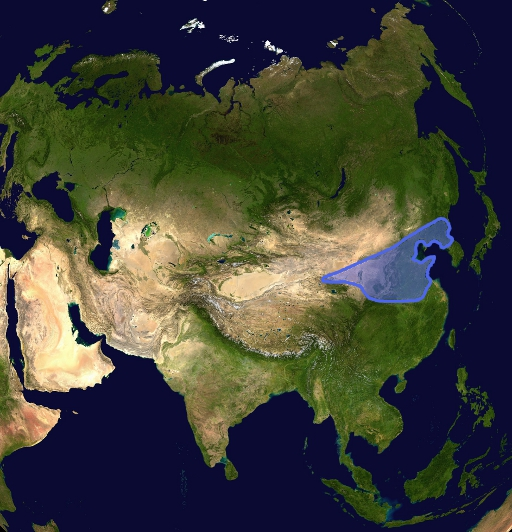
Umístění čínsko-korejského (nebo severočínského) kratonu

Severní Čína byla v geologické historii samostatným kontinentem nebo kratónem. Z dnešního asijského povrchu k ní patří severní Čína, jižní část severovýchodní Číny (její severní část bývala součástí sibiřského kontinentu), Vnitřní Mongolsko, záliv Po-chaj a severní část Žlutého moře, celkem asi 1 700 000 km².
Na západě a severu je severočínský kratón ohraničený horami středoasijského systému a orogénem Čchi-lian-šan z konce prvohor a začátku druhohor. Na jihu se táhnou pásy silně přeměněných druhohorních hornin Čchin-ling, Ta-pie a Su-lu. Napříč kratónem se táhne pásmo Transseveročínského orogenu, které je paleoproterozoického stáří (starší starohory, 2 500 až 1 600 Ma).
Severní Čína se zřejmě v prvohorách (v siluru) oddělila od Gondwany na jižní polokouli a vydala se k severu až severozápadu.
Spojený severočínský a tarimský kratón se před 300 až 250 milióny let (karbon a perm, prvohory, tedy krátce poté, kdy v Evropě probíhalo hercynské vrásnění) srazil se Sibiří a Kazachstánií. To byla poslední fáze vývoje Pangey (Sibiř se v téže době k Pangei připojila v oblasti dnešního Uralu, který touto srážkou vznikl). (Poznámka: Výše uvedené tvrdí anglická Wikipedie. Podle map Stevena Dutche k tomu došlo mnohem později, před 100 milióny let (druhohory, křída).)
Horské pásmo Čchin-ling – Ta-pie – Su-lu (zhruba ze severozápadu na jihovýchod v oblasti 30. až 34. rovnoběžky) vzniklo před 240 až 220 milióny let, když se k Severní Číně z jihu připojil blok Jang-c'. Kůra východní části Severní Číny se ve druhohorách výrazně ztenčovala.